# Sandra Klösel
Sandra Klösel (* 22. Juni 1979 in Oberkirch, Baden-Württemberg) ist eine ehemalige deutsche Tennisspielerin.
Klösel begann im Alter von acht Jahren mit dem Tennissport. 1995 wurde sie Profispielerin, 1996 feierte sie in Berlin gegen die Amerikanerin Nicole Arendt ihren ersten Sieg auf WTA-Ebene.
Bei den US Open erreichte sie 1999 als Qualifikantin die dritte Runde, in der sie gegen Martina Hingis ausschied. 2002 folgten Siege bei den ITF-Turnieren in Belfort, Cholet, Taranto, Darmstadt und Hechingen. In ihrer Karriere gewann sie neun Einzel- und sechs Doppeltitel auf dem ITF Women’s Circuit. Weitere Erfolge feierte sie mit Viertelfinalteilnahmen bei den WTA-Turnieren in Fès (2007), Hasselt (2006) und Makarska (1998).
Am 19. März 2007 erreichte sie mit Platz 87 ihre beste Weltranglistenposition. Zwischen 2005 und 2007 hatte sie drei Einsätze für die deutsche Fed-Cup-Mannschaft, dabei gelang ihr ein Sieg im Einzel. 
2009 beendete Sandra Kösel ihre Profikarriere. Seit 2010 arbeitet sie als Heilpraktikerin.